# 新井薬師前駅
新井薬師前駅（あらいやくしまええき）は、東京都中野区上高田五丁目にある、西武鉄道新宿線の駅である。駅番号はSS05。

## 歴史
- 1927年（昭和2年）4月16日 - 開業。
- 1960年（昭和35年）7月12日 - 駅構造を島式ホーム1面2線から相対式ホーム2面2線に変更[1]。
- 1969年（昭和44年）3月10日 - 跨線橋の使用開始[1]。
- 1975年（昭和50年）6月16日 - 北口開設・使用開始[2]。
- 1981年（昭和56年）10月30日 - 南口新駅舎使用開始[3]。
- 1992年（平成4年）2月8日 - 南口自動改札機使用開始。
- 1993年（平成5年） - 北口自動改札機使用開始。
- 2018年（平成30年）
  - 8月2日 - 終電をもって、跨線橋・北口の併用を終了。
  - 8月3日 - 地下化工事の進展に伴い、ホーム中央付近に仮設跨線橋と上りホーム仮設北口を新設。
- 2026年（令和8年）度第2四半期 - 地下に切り替える予定[4]。事業計画変更前は2020年度第2四半期の予定だった[5]。

## 駅構造
相対式ホーム2面2線を有する地上駅。ホーム有効長は8両編成分である。当初は島式ホーム1面2線だったが、後に相対式ホームに改修されている。ホームは急カーブ上に立地している。
下りホーム側に立地する駅舎に南口改札が、上りホーム側に直結して北口改札がある。北口は初電から上り終電までの営業である。各ホームは跨線橋により連絡している。トイレは駅舎の改札内に立地するが、多機能トイレは併設されていない。
急カーブが続いており、特に上り列車は1969年の跨線橋設置以降、ホームの乗客および運転士からの見通しが非常に悪くなったため、以後必ず列車進入時に手前の踏み切り通過後に警笛を鳴らす（当駅沼袋寄り位置にいるか、および上りの乗車で必ず確認することができる。以前は空気タイフォンのみだったが、2000年2月21日以降は、電子ホーン対応の車両では電子ホーンを鳴らす。）
しかし、40年以上続いたこの事例も、将来地下化されることで解消される見込みである（後述）。

### 連続立体交差事業
2011年8月に都市計画決定した中井 - 野方間の連続立体交差事業案では、島式ホーム1面2線を有する地下駅となる予定である。
これにより、当駅は、現在の位置よりも北側へ移動し、地上からの深さは約15 - 16m、トンネル幅約16 - 17mを有する構造となる見込みである。
2014年1月から工事を着手している。東京都が、2013年4月1日付で国土交通省から事業の認可を取得した時点では、完了予定日を2021年3月31日としていたが、事業に必要な用地の取得状況により、2027年3月31日に延期された。

### のりば
| ホーム | 路線   | 方向 | 行先                   |
| ------ | ------ | ---- | ---------------------- |
| 1      | 新宿線 | 下り | 所沢・本川越・拝島方面 |
| 2      | 新宿線 | 上り | 高田馬場・西武新宿方面 |

## 利用状況
2024年（令和6年）度の1日平均乗降人員は19,709人であり、西武鉄道全92駅中50位。
近年の1日平均乗降・乗車人員の推移は下表の通り。
| 年度               | 1日平均 乗降人員 | 1日平均 乗車人員 | 出典     |
| ------------------ | ---------------- | ---------------- | -------- |
| 1990年（平成02年） |                  | 16,918           | [ * 1 ]  |
| 1991年（平成03年） |                  | 16,896           | [ * 2 ]  |
| 1992年（平成04年） |                  | 16,293           | [ * 3 ]  |
| 1993年（平成05年） |                  | 16,066           | [ * 4 ]  |
| 1994年（平成06年） |                  | 15,781           | [ * 5 ]  |
| 1995年（平成07年） |                  | 15,314           | [ * 6 ]  |
| 1996年（平成08年） |                  | 15,071           | [ * 7 ]  |
| 1997年（平成09年） | 28,139           | 14,255           | [ * 8 ]  |
| 1998年（平成10年） | 27,455           | 13,652           | [ * 9 ]  |
| 1999年（平成11年） | 26,849           | 13,322           | [ * 10 ] |
| 2000年（平成12年） | 26,580           | 13,153           | [ * 11 ] |
| 2001年（平成13年） | 24,302           | 12,025           | [ * 12 ] |
| 2002年（平成14年） | 23,326           | 11,581           | [ * 13 ] |
| 2003年（平成15年） | 24,530           | 12,202           | [ * 14 ] |
| 2004年（平成16年） | 24,422           | 12,175           | [ * 15 ] |
| 2005年（平成17年） | 24,290           | 12,099           | [ * 16 ] |
| 2006年（平成18年） | 24,214           | 12,063           | [ * 17 ] |
| 2007年（平成19年） | 24,102           | 12,019           | [ * 18 ] |
| 2008年（平成20年） | 23,999           | 11,997           | [ * 19 ] |
| 2009年（平成21年） | 23,648           | 11,860           | [ * 20 ] |
| 2010年（平成22年） | 22,846           | 11,559           | [ * 21 ] |
| 2011年（平成23年） | 22,599           | 11,402           | [ * 22 ] |
| 2012年（平成24年） | 22,773           | 11,496           | [ * 23 ] |
| 2013年（平成25年） | 22,645           | 11,348           | [ * 24 ] |
| 2014年（平成26年） | 22,072           | 11,074           | [ * 25 ] |
| 2015年（平成27年） | 22,185           | 11,120           | [ * 26 ] |
| 2016年（平成28年） | 22,673           | 11,367           | [ * 27 ] |
| 2017年（平成29年） | 23,023           | 11,556           | [ * 28 ] |
| 2018年（平成30年） | 22,880           | 11,490           | [ * 29 ] |
| 2019年（令和元年） | 22,176           | 11,123           | [ * 30 ] |
| 2020年（令和02年） | 16,423           |                  |          |
| 2021年（令和03年） | 17,112           |                  |          |
| 2022年（令和04年） | 18,321           |                  |          |
| 2023年（令和05年） | 18,903           |                  |          |
| 2024年（令和06年） | 19,709           |                  |          |

## 駅周辺

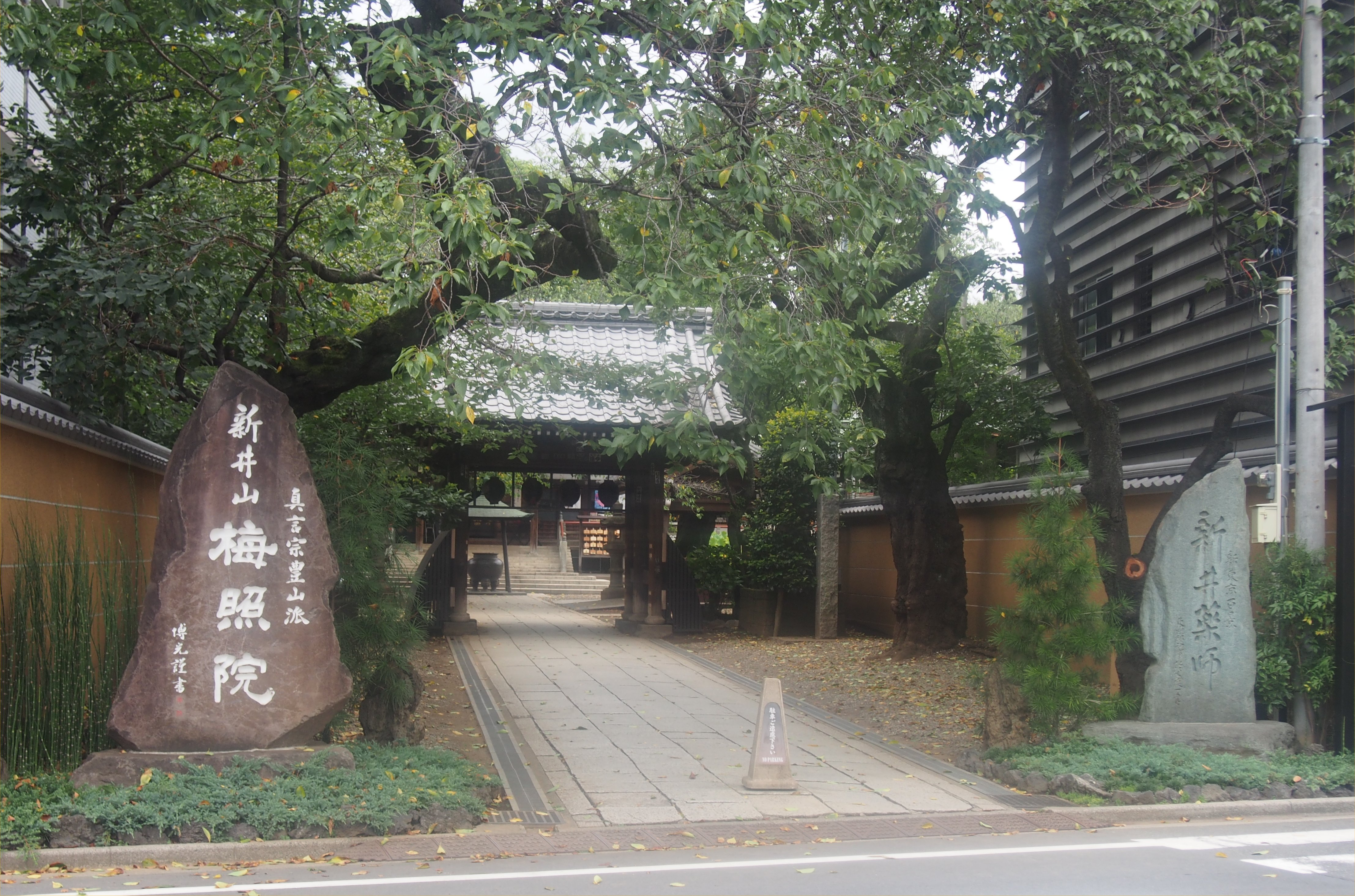
新井薬師入口

- 梅照院（新井薬師） - 駅名の由来となった。
- 新井薬師公園
- 中野区上高田区民活動センター
- 中野区立上高田図書館・上高田児童館
- 中野区松が丘高齢者福祉センター
- 中野区清掃事務所
- 野方警察署 薬師駅前交番
- 哲学堂公園
- 中野上高田郵便局
- 中野新井郵便局
- 三井文庫本館（史料館）
- 童謡「たきび」発祥の地
- 妙正寺川
- 中野通り（東京都道420号鮫洲大山線）
- 目白大学 新宿キャンパス
- 東亜学園高等学校
- 野方配水塔
- 芸術教育研究所
- 自性院
- 日本福音ルーテル スオミ・キリスト教会
- シオンの群教会
- 西武信用金庫 薬師駅前支店
- マルエツ 新井薬師前店（イオン銀行ATM設置店）
- スギ薬局 新井薬師駅前店
- miniピアゴ 新井5丁目店

### バス路線
駅南側に新井薬師前駅停留所 があるが、系統によって停車する場所が異なる。また、中野駅行のみ停車する降車専用の新井薬師前駅北口降車場停留所が駅北側の東亜学園高等学校前に設置されている。
国際興業バスと関東バスで共同運行を行う池11系統以外は全て関東バスのみによって運行されている。以下で示すのりば番号は関東バス公式サイト「関東バスナビ」で表示されている便宜上の番号であり、実際の停留所には表記されていない。

#### 北野神社経由
西武新宿線の南側を並行する東西の道路（五中つつじ通り）に設置されており、北野神社（中野通り）を経由する路線が発着する。
のりば1（りそな銀行 ATM前）
- 中13・中41：北野神社経由 中野駅行

のりば2（りそな銀行 ATM向かい側）
- 中41：哲学堂・丸山営業所経由 江古田駅行
- 中45：哲学堂経由 丸山営業所行（深夜バスのみ）

#### 中野五丁目経由
西武新宿線の踏切を渡る南北の道路に設置されており、中野五丁目（早稲田通り）を経由する路線が発着する。
のりば3（三菱UFJ銀行ATMコーナー付近）
- 中10・中12：中野五丁目経由 中野駅行
- 中30・池11：中野五丁目・区立体育館経由 中野駅（サンプラザ前）行

のりば4（miniピアゴ 新井5丁目店付近）
- 中10：哲学堂経由 丸山営業所行
- 池11：哲学堂・落合南長崎駅前経由 池袋駅西口行
- 中12：哲学堂・江原中野通り経由 江古田駅行
- 中13：北野神社経由 中野駅行

中13は中野駅→中野五丁目→新井薬師前駅→北野神社→中野駅と循環する路線であるため、両方の停留所を経由する。
以前は東京駅北口、代田橋、新宿伊勢丹前（新宿三丁目駅）、豊島園（急行）、南田中車庫、城北高校前、西武百貨店前（池袋駅東口）など多くの行先の路線が存在し、都営バス、西武バスなども乗り入れていた交通の要であったが、順次廃止された。

## 隣の駅
西武鉄道
 新宿線
■拝島ライナー・■快速急行・■通勤急行・■急行・■準急
通過
■各駅停車
中井駅 (SS04) - 新井薬師前駅 (SS05) - 沼袋駅 (SS06)